# تيباس (كوستاريكا)

مقاطعة تيباس في محافظة سان خوسيه

تيباس (بالإسبانية: Tibás)‏ ، أو باللهجة المحلية «تيفاس» وهي الكانتون الثالث عشر لمحافظة سان خوسيه بكوستاريكا. وتبلغ مساحته ما يقارب الـ 8.15 كم² ، ويتجاوز عدد سكانه 76,815 نسمة ، ومدينتها الرئيسية هي سان خوان.
و يشكل الكانتون ضاحية من الضواحي الشمالية للعاصمة سان خوسيه، وشكله مثلثي يحده نهر فيريجا من حدوده الشمالية ويشكل وادي كيفراذا ريفيرا الحدود الجنوبية الغربية من الكانتون، وجزءا من الحدود الجنوبية الشرقية أيضا، ويتضمن هذه الكانتون أيضا مناطق صناعية ومركز إقامة فريق كرة القدم الكوستاريكي «ديبورتيفو سابريسا» وأستاده «إستاديو ريكاردو سابريسا».و تم تأسيس هذه الكانتون قانونيا في 27 تموز 1914. وعرف سابقا باسم «سان خوان ديل مورسيلاغو».

## المقاطعات
يقسم الكانتون تيباس إلى خمس مقاطعات:
1. سان خوان
2. سينكو إسكيناس
3. أنسيلمو جورانته
4. ليون الثالث عشر
5. كوليما

## أعلام
- جيمي مارين
- دانييلا كروز
- بيرسي رودريغيز
- خوان باوتيستا كيروس سيغورا
- رامون رودريغيز سوتو